# Ungulinidae
Ungulinidae је породица морских шкољки.

## Списак родова
Према World Register of Marine Species:
- Cycladicama Valenciennes in Rousseau, 1854
- Diplodonta Bronn, 1831
- Felania Récluz, 1851
- Felaniella Dall, 1899
- Foveamysia M. Huber, 2015
- Joannisiella Dall, 1895
- Lamysia M. Huber, 2015
- Minipisum Habe, 1961
- Neodiplodonta Xu, 2012
- Numella Iredale, 1924
- Transkeia M. Huber, 2015
- Ungulina Bosc, 1801
- Zemysia Finlay, 1926
- Zemysina Finlay, 1926

Према Integrated Taxonomic Information System (ITIS):
- Diplodonta Bronn, 1831
- Felaniella